# Camptostoma
A Camptostoma a madarak (Aves) osztályának verébalakúak (Passeriformes) rendjébe és a királygébicsfélék (Tyrannidae) családjába tartozó nem.

## Rendszerezésük
A nemet Philip Lutley Sclater angol ügyvéd és zoológus írta le 1857-ben, az alábbi 2 faj tartozik ide:
- Camptostoma imberbe
- Camptostoma obsoletum

## Előfordulása
Amerika területén honosak. A természetes élőhelyük szubtrópusok és trópusok.

## Megjelenésük
Átlagos testhosszuk 11 centiméter, testtömegük 7-9 gramm közötti.